# كارلوس غوميز (لاعب كرة قدم مواليد 1952)
كارلوس غوميز (بالإسبانية: Carlos Gómez)‏ (مواليد 16 أغسطس 1952) هو لاعب كرة قدم. يلعب مع منتخب المكسيك لكرة القدم. سبق له أن لعب في كأس العالم لكرة القدم مع منتخب بلاده.

## روابط خارجية
- كارلوس غوميز على موقع الاتحاد الدولي (مؤرشف)  (الإنجليزية)
- كارلوس غوميز على موقع قاعدة بيانات كرة القدم.إي يو (الإنجليزية)
- كارلوس غوميز على موقع ناشيونال فوتبول تيمز (الإنجليزية)
- كارلوس غوميز على موقع Soccerway.com (الإنجليزية)
- كارلوس غوميز على موقع عالم كرة القدم.نت (الإنجليزية)